# Coco Vandeweghe
Colleen Vandeweghe, dit Coco Vandeweghe (parfois écrit CoCo Vandeweghe), née le 6 décembre 1991 à New York, est une joueuse de tennis américaine, professionnelle de 2008 à 2023.
Victorieuse de l'US Open junior en 2007, elle a remporté deux titres sur le circuit WTA en simple, ainsi que quatre titres en double dames, dont l'US Open 2018, associée à l'Australienne Ashleigh Barty, mais aussi Indian Wells en 2016 et Miami en 2018.
En 2017, Vandeweghe réalise sa meilleure saison dans les tournois du Grand Chelem en atteignant les demi-finales en simple de l'Open d'Australie, puis de l'US Open.
Cette même année, elle conquiert la Fed Cup avec l'équipe des États-Unis.

## Biographie
Coco Vandeweghe est la petite-fille du basketteur Ernie Vandeweghe et de Colleen Kay Hutchins (Miss America 1952), fille de la nageuse olympique Tauna Vandeweghe, nièce du basketteur puis entraîneur Kiki Vandeweghe, et aussi nièce-petite-fille du basketteur Mel Hutchins.

## Carrière tennistique

### 2006 - 2007
Coco Vandeweghe fait sa première apparition sur le circuit WTA au tournoi de San Diego en 2006, invitée (wildcard) par les organisateurs. Elle s'incline au premier tour face à Kateryna Bondarenko. En 2007 elle participe aux qualifications de l'US Open mais ne réussit pas à entrer dans le tableau principal.

### 2008 - 2009
En 2008, elle joue le tableau principal de trois tournois WTA mais perd les trois fois au premier tour : à Miami face à Sabine Lisicki, à Los Angeles face à Marta Domachowska et à l'US Open face à Jelena Janković. En 2009, elle perd de nouveau au premier tour à Miami. À Los Angeles, elle réussit à atteindre le second tour.

### 2010 - Percée sur le circuit professionnel
Sur la tournée américaine et l'US Open series, Coco se qualifie au tournoi de San Diego et se hisse jusqu'en quart de finale en battant au passage la no 9 mondiale et tête de série no 3 Vera Zvonareva, sa première victoire sur une joueuse du top 10. Elle ne rencontre pas le même succès dans les tournois suivants. À Cincinnati, elle est éliminée dès le premier tour par Andrea Petkovic et n'arrive pas à se qualifier pour le tableau final à New Haven. Après ces tournois de préparation assez mitigés, elle est éliminée dès le premier tour de l'US Open par Sabine Lisicki.
Après une période sans compétition, Coco entame la tournée asiatique par le tournoi de Tokyo où elle se qualifie pour le tableau final et comme à San Diego se hisse en quart de finale où elle perd face à la Biélorusse Victoria Azarenka.

### 2012 - Première finale en carrière
En juillet, lors du tournoi de Stanford, Coco alors lucky loser réussit la très belle performance de se qualifier pour une finale d'un tournoi Premier, en éliminant notamment en deux sets (6-4, 6-2), tête de série no 4 Jelena Janković et la no 5 Yanina Wickmayer (6-2, 3-6, 6-2) en demie. Elle perdra en deux manches contre la reine Serena Williams.

### 2014 - Premier titre WTA
Elle remporte son premier tournoi WTA le 21 juin à 22 ans, le Topshelf Open, sur le gazon néerlandais, en battant en finale la joueuse Chinoise Zheng Jie, sur le score de 6-2, 6-4, alors issue des qualifications.

### 2015 - Premier quart de finale en Grand Chelem à Wimbledon
Elle réalise un gros tournoi lors du troisième grand chelem à l'occasion de Wimbledon, en battant au deuxième tour la tête de série no 11 Karolína Plíšková (7-65, 6-4), puis au tour suivant la no 22 Samantha Stosur facilement en deux set en lui infligeant un 6-0 et en huitième la no 6 Lucie Šafářová, récente finale de Roland-Garros, (7-61, 7-64). Grâce à un service efficace, elle se qualifie ainsi pour son premier quart en Grand Chelem,. Elle oppose une bonne résistance contre la Russe Maria Sharapova, mais perdra en trois manches (6-3, 6-73, 6-2) dans une atmosphère tendu,.

### 2016 - Premier titre en double et deuxième en simple
En double au mois de mars pour le tournoi d'Indian Wells, avec Bethanie Mattek-Sands, elles battent les têtes de séries no 2 Chan Hao-ching/Chan Yung-jan au deuxième tour, puis les no 8 Raquel Atawo/Abigail Spears, après en demi-finale les no 3 Tímea Babos/Yaroslava Shvedova, et enfin en finale battant Julia Görges/Karolína Plíšková (4-6, 6-4, 10-6), remportant ainsi son premier titre en double.
Elle réédite sa performance de 2014 en juin, à nouveau au Topshelf Open, en battant en finale la joueuse Française Kristina Mladenovic tête de série no 3, sur le score de (7-5, 7-5) malgré un temps pluvieux, remportant à 24 ans son deuxième trophée en carrière. Puis au tournoi de Wimbledon, elle s'aventure jusqu'en deuxième semaine à nouveau, en battant Kateryna Bondarenko, Tímea Babos et la 7e mondiale, Roberta Vinci (6-3, 6-4). Un match qui lui permet d’affronter la Russe Anastasia Pavlyuchenkova en huitième, contre qui elle perd sèchement (6-3, 6-3),.

### 2017 - Premières demi-finales en Grand Chelem à l'Open d'Australie et l'US Open, finales à Stanford et Zhuhai, entrée dans le top 10 et1revictoire en Fed Cup
Coco Vandeweghe commence la saison 2017 à la Hopman Cup aux côtés de Jack Sock. Ils atteignent la finale où ils s'inclinent face à la France. Lors de l'Open d'Australie, elle réussit à s'extirper d'un début de parcours difficile en battant la tête de série numéro 15 Roberta Vinci, (6-1, 7-63) au premier tour, puis la Française Pauline Parmentier (6-4, 7-65), avant de sortir la joueuse canadienne en forme en ce début d'année, Eugenie Bouchard (6-4, 3-6, 7-5) après un gros match et ainsi atteindre les huitièmes de finale. Elle affronte ensuite la no 1 mondiale et tenante du titre Angelique Kerber, qu'elle bat (6-2, 6-3) en 1 h 10 de jeu avec 30 coups gagnants pour 20 fautes directes, battant pour la première fois une numéro 1 mondiale. Au tour suivant, elle bat l'Espagnole Garbiñe Muguruza, 7e mondiale, (6-4, 6-0) en 1 h 23, dominant son adversaire par son jeu puissant et par sa confiance. Elle atteint sa première demi-finale en Grand Chelem où elle défie sa compatriote de 36 ans, Venus Williams,. Elle s'incline en 3 sets (7-63, 2-6, 3-6),.
Par la suite, elle perd prématurément dans les tournois importants mais remporte tous ses matchs en Fed Cup. Elle rebondit à Madrid avec un quart de finale, en battant Anett Kontaveit (6-4, 7-67), Laura Siegemund (6-2, 4-6, 6-3) et Carla Suárez Navarro (5-7, 6-4, 7-5) dans un gros match de 2 h 26. Elle s'inclinant ensuite sèchement (1-6, 1-6) face à la future lauréate Simona Halep.
Période du gazon, surface qui lui correspond bien, elle se qualifie à Wimbledon sans perdre de manche pour les huitièmes de finale. Comme en 2015, elle va en quart de finale en s'imposant contre la 6e mondiale, Caroline Wozniacki (7-64, 6-4) en 1 h 37, continuant son parcours sans perdre de set. Mais, elle tombe en 1 h 14 (3-6, 3-6) contre la Slovaque Magdaléna Rybáriková alors 87e mondiale.
Sur le dur américain, elle dispute la finale du tournoi de Stanford après avoir battu sur abandon Ajla Tomljanović, Nicole Gibbs (6-0, 6-2), Anastasia Pavlyuchenkova (6-2, 6-3) et en demi-finale sa jeune compatriote Catherine Bellis (6-3, 6-1). Elle s'y incline (64-7, 4-6) contre sa compatriote Madison Keys. Après des déceptions à Toronto et Cincinnati, elle retrouve des couleurs à l'US Open. Elle passe Alison Riske (2-6, 6-3, 6-4), puis Ons Jabeur (7-66, 6-2) et surtout la 11e mondiale, Agnieszka Radwańska prenant sa revanche de Toronto (7-5, 4-6, 6-4) après trois heures de jeu intense et physique. Puis elle vainc (6-4, 7-62) Lucie Šafářová en 1 h 38 pour rallier les quarts de finale alors qu'elle n'avait jamais dépassé le deuxième tour à l'US Open. Elle affronte une autre Tchèque, la no 1 mondiale Karolína Plíšková, pour une place dans le dernier carré et l'emporte (7-64, 6-3) au bout d'1 h 34 de jeu. Fait rare, c'est la première fois depuis 1981 à Flushing Meadows que quatre représentantes d'un même pays se retrouvent en demi-finale, la 3e fois pour les Américaines en Grand Chelem après l'US Open en 1981 et Wimbledon en 1985. Cependant elle passe à côté de son match, dépassée par la puissance de sa compatriote, Madison Keys tête de série numéro 15, (1-6, 2-6) en seulement 1 h 6 et loupe la qualification pour une première finale majeure.
À la fin octobre, elle se qualifie pour le WTA Elite Trophy à Zhuhai regroupant les huit joueuses les mieux classées sur le circuit WTA mais non qualifiées pour les Masters. Elle atteint la finale, ce qui lui permet de faire une percée dans le top 10 mondial en grimpant de 2 rangs, passant de la 12e à la 10e place mondiale et délogeant du même coup la Française Kristina Mladenovic, à l'issue du tournoi. Elle est cependant battue par l'Allemande Julia Görges en forme en cette fin de saison, (5-7, 1-6) en 1 h 20.
Elle finit sa saison avec la finale de Fed Cup en compagnie de Sloane Stephens et Shelby Rogers contre l'équipe biélorusse. Elle offre les trois points avec ses deux victoires en simple contre Aliaksandra Sasnovich (6-4, 6-4) et Aryna Sabalenka (7-65, 6-1), puis la victoire en double (6-3, 7-63) pour remporter sa première Fed Cup, la première pour les États-Unis depuis 17 ans.

### 2018
À l'Open d'Australie, elle déçoit en s'inclinant dès le 1er tour face à Tímea Babos (6-74, 2-6), perdant ses points de l'année précédente et sortant du top 10 à l'issue du tournoi.
A Roland-Garros elle déçoit une nouvelle fois en s'inclinant dès le 2e tour face à Lesia Tsurenko (6-3, 4-6, 0-6),.

### 2019
La Californienne déclare forfait pour l'Open d'Australie, et s'éloigne des courts plusieurs mois. Blessée à la cheville droite, elle subit une intervention chirurgicale dans la foulée, et fait son retour au mois de juillet lors du tournoi de San José, où elle s'incline dès le second tour, face à Aryna Sabalenka.

### 2023 - Fin de carrière
L'US Open est le dernier tournoi qu'annonce initialement disputer Coco Vandeweghe dans sa carrière. Son dernier match en Grand Chelem est en double où elle perd au premier tour associée à sa compatriote Sofia Kenin contre Cristina Bucșa et Alexandra Panova (7-6, 6-4). Elle décide finalement de jouer la semaine suivante en double le tournoi de San Diego. Associée pour la première fois à Danielle Collins, Coco Vandeweghe atteint la finale et termine sa carrière sur une défaite face à la paire tchèque Kateřina Siniaková/Barbora Krejčíková 6-1, 6-4.

Coco Vandeweghe lors de Roland-Garros 2018
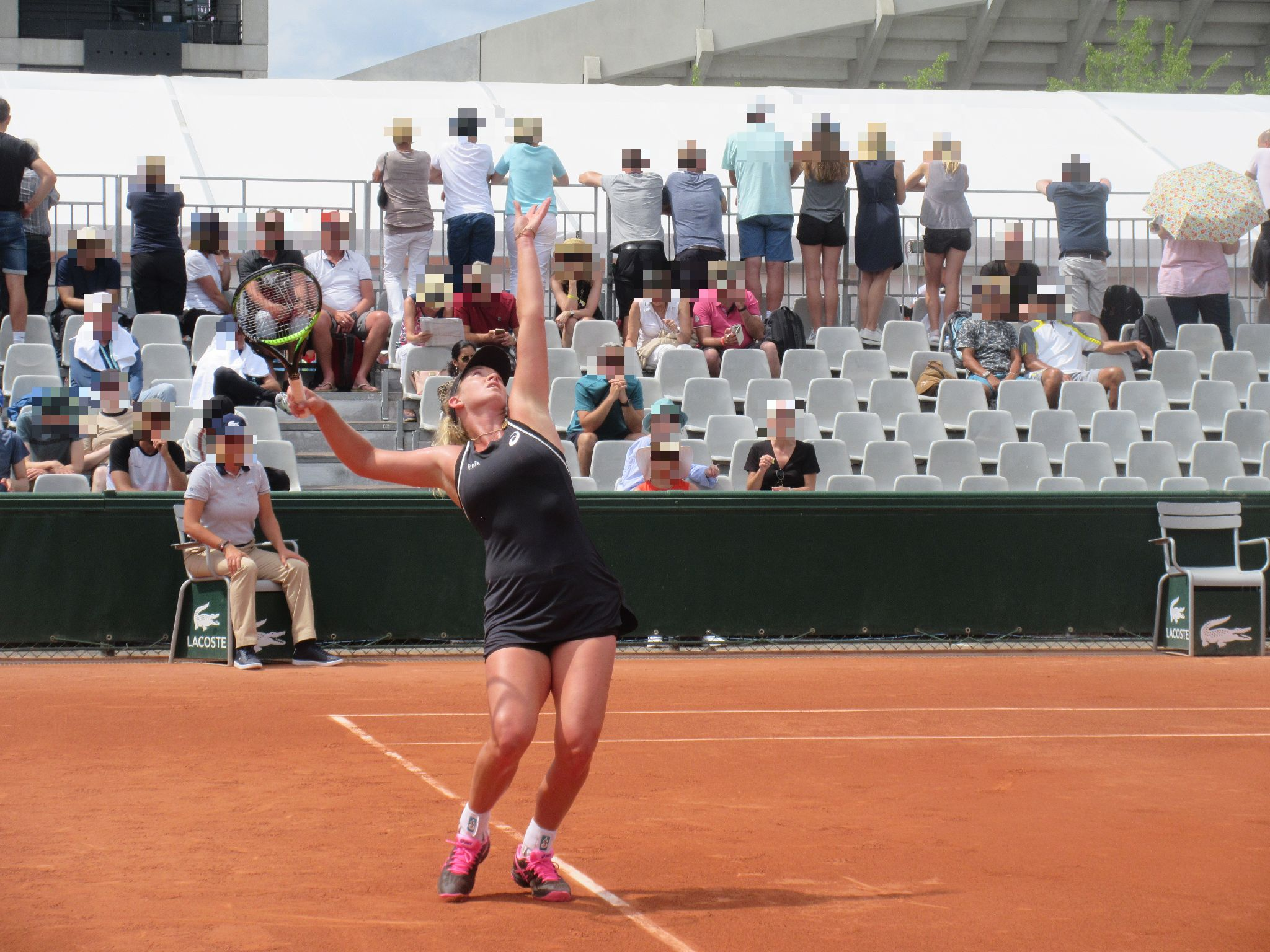
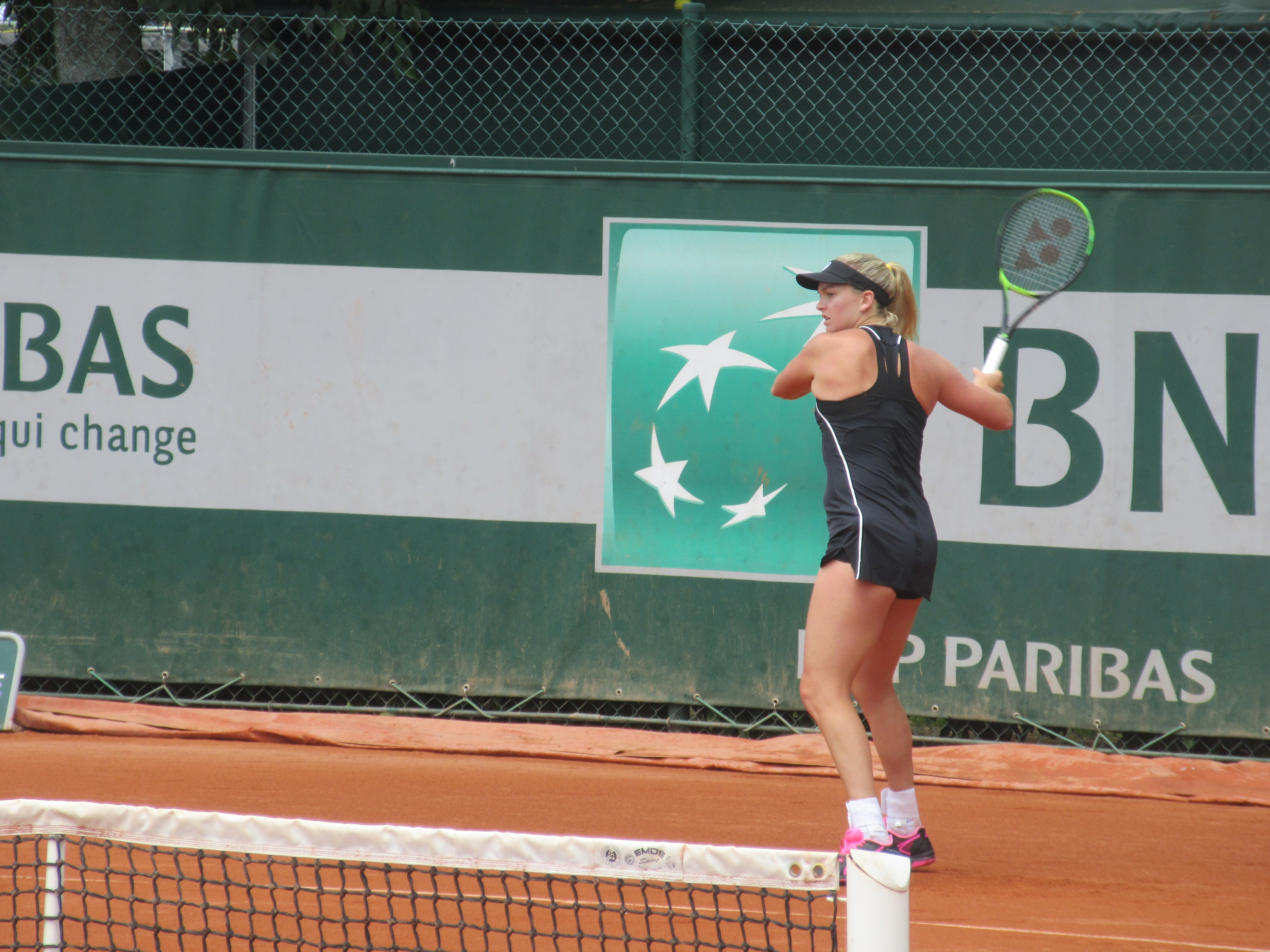

## Palmarès

### Titres en simple dames
| No | Date       | Nom et lieu du tournoi     | Catégorie | Dotation  | Surface      | Finaliste           | Score    |          |
| -- | ---------- | -------------------------- | --------- | --------- | ------------ | ------------------- | -------- | -------- |
| 1  | 15-06-2014 | Topshelf Open, Bois-le-Duc | Intern'l  | 250 000 $ | Gazon (ext.) | Zheng Jie           | 6-2, 6-4 | Parcours |
| 2  | 06-06-2016 | Ricoh Open, Bois-le-Duc    | Intern'l  | 250 000 $ | Gazon (ext.) | Kristina Mladenovic | 7-5, 7-5 | Parcours |

### Finales en simple dames
| No | Date       | Nom et lieu du tournoi               | Catégorie    | Dotation    | Surface      | Vainqueure        | Score     |          |
| -- | ---------- | ------------------------------------ | ------------ | ----------- | ------------ | ----------------- | --------- | -------- |
| 1  | 09-07-2012 | Bank of the West Classic, Stanford   | Premier      | 740 000 $   | Dur (ext.)   | Serena Williams   | 7-5, 6-3  | Parcours |
| 2  | 31-07-2017 | Bank of the West Classic, Stanford   | Premier      | 776 000 $   | Dur (ext.)   | Madison Keys      | 7-64, 6-4 | Parcours |
| 3  | 31-10-2017 | WTA Elite Trophy, Zhuhai             | Elite Trophy | 2 280 935 $ | Dur (int.)   | Julia Görges      | 7-5, 6-1  | Parcours |
| 4  | 23-04-2018 | Porsche Tennis Grand Prix, Stuttgart | Premier      | 816 000 $   | Terre (int.) | Karolína Plíšková | 7-62, 6-4 | Parcours |

### Titres en double dames
| No | Date       | Nom et lieu du tournoi            | Catégorie | Dotation    | Surface    | Partenaire            | Finalistes                            | Score            |          |
| -- | ---------- | --------------------------------- | --------- | ----------- | ---------- | --------------------- | ------------------------------------- | ---------------- | -------- |
| 1  | 09-03-2016 | BNP Paribas Open Indian Wells     | PREMIER*  | 6 844 139 $ | Dur (ext.) | Bethanie Mattek-Sands | Julia Görges Karolína Plíšková        | 4-6, 6-4, [10-6] | Parcours |
| 2  | 31-07-2017 | Bank of the West Classic Stanford | Premier   | 776 000 $   | Dur (ext.) | Abigail Spears        | Alizé Cornet Alicja Rosolska          | 6-2, 6-3         | Parcours |
| 3  | 20-03-2018 | Miami Open Miami                  | PREMIER*  | 7 773 210 $ | Dur (ext.) | Ashleigh Barty        | Barbora Krejčíková Kateřina Siniaková | 6-2, 6-1         | Parcours |
| 4  | 27-08-2018 | US Open Flushing Meadows          | G. Chelem | 6 140 840 $ | Dur (ext.) | Ashleigh Barty        | Tímea Babos Kristina Mladenovic       | 3-6, 7-62, 7-66  | Parcours |

### Finales en double dames
| No | Date       | Nom et lieu du tournoi              | Catégorie | Dotation    | Surface    | Vainqueures                           | Partenaire        | Score    |          |
| -- | ---------- | ----------------------------------- | --------- | ----------- | ---------- | ------------------------------------- | ----------------- | -------- | -------- |
| 1  | 15-08-2016 | Western & Southern Open Cincinnati  | Premier 5 | 2 804 000 $ | Dur (ext.) | Sania Mirza Barbora Strýcová          | Martina Hingis    | 7-5, 6-4 | Parcours |
| 2  | 27-09-2021 | Chicago Fall Tennis Classic Chicago | WTA 500   | 565 530 $   | Dur (ext.) | Květa Peschke Andrea Petkovic         | Caroline Dolehide | 6-3, 6-1 | Parcours |
| 3  | 11-09-2023 | Cymbiotika San Diego Open San Diego | WTA 500   | 780 637 $   | Dur (ext.) | Kateřina Siniaková Barbora Krejčíková | Danielle Collins  | 6-1, 6-4 | Parcours |

### Finales en double mixte
| No | Date       | Nom et lieu du tournoi        | Catégorie | Dotation      | Surface    | Vainqueures                         | Partenaire  | Score            |          |
| -- | ---------- | ----------------------------- | --------- | ------------- | ---------- | ----------------------------------- | ----------- | ---------------- | -------- |
| 1  | 18-01-2016 | Australian Open Melbourne     | G. Chelem | 14 835 728 $  | Dur (ext.) | Elena Vesnina Bruno Soares          | Horia Tecău | 6-4, 4-6, [10-5] | Parcours |
| 2  | 31-08-2016 | US Open Flushing Meadows      | G. Chelem | 21 862 744 $  | Dur (ext.) | Laura Siegemund Mate Pavić          | Rajeev Ram  | 6-4, 6-4         | Parcours |
| 3  | 01-01-2017 | Hyundai Hopman Cup XXIX Perth | ITF       | 1 000 000 AU$ | Dur (int.) | Kristina Mladenovic Richard Gasquet | Jack Sock   | 2 matchs à 1     | Parcours |

### Titre en simple en WTA 125
| No | Date       | Nom et lieu du tournoi           | Catégorie | Dotation  | Surface    | Finaliste     | Score         |          |
| -- | ---------- | -------------------------------- | --------- | --------- | ---------- | ------------- | ------------- | -------- |
| 1  | 08-08-2022 | Thoreau Tennis Open 125, Concord | WTA 125   | 115 000 $ | Dur (ext.) | Bernarda Pera | 6-3, 5-7, 6-4 | Parcours |

### Finale en simple en WTA 125
| No | Date       | Nom et lieu du tournoi            | Catégorie | Dotation  | Surface    | Vainqueure       | Score     |          |
| -- | ---------- | --------------------------------- | --------- | --------- | ---------- | ---------------- | --------- | -------- |
| 1  | 11-11-2019 | Oracle Challenger Series, Houston | WTA 125   | 150 000 $ | Dur (ext.) | Kirsten Flipkens | 7-64, 6-4 | Parcours |

### Titre en double en WTA 125
| No | Date       | Nom et lieu du tournoi          | Catégorie | Dotation  | Surface    | Partenaire    | Finalistes                         | Score     |          |
| -- | ---------- | ------------------------------- | --------- | --------- | ---------- | ------------- | ---------------------------------- | --------- | -------- |
| 1  | 08-08-2022 | Thoreau Tennis Open 125 Concord | WTA 125   | 115 000 $ | Dur (ext.) | Varvara Flink | Peangtarn Plipuech Moyuka Uchijima | 6-3, 7-63 | Parcours |

## Parcours en Grand Chelem

### En simple dames
| Année | Open d'Australie | Open d'Australie    | Internationaux de France | Internationaux de France | Wimbledon       | Wimbledon            | US Open         | US Open                |
| ----- | ---------------- | ------------------- | ------------------------ | ------------------------ | --------------- | -------------------- | --------------- | ---------------------- |
| 2007  | —                | —                   | —                        | —                        | —               | —                    | Q1              | M. J. Martínez Sánchez |
| 2008  | —                | —                   | —                        | —                        | —               | —                    | 1er tour (1/64) | Jelena Janković        |
| 2009  | —                | —                   | —                        | —                        | —               | —                    | Q1              | Ekaterina Bychkova     |
| 2010  | 1er tour (1/64)  | Sandra Záhlavová    | —                        | —                        | —               | —                    | 1er tour (1/64) | Sabine Lisicki         |
| 2011  | 1er tour (1/64)  | Alizé Cornet        | 1er tour (1/64)          | Maria Kirilenko          | 1er tour (1/64) | Eléni Daniilídou     | 2e tour (1/32)  | Samantha Stosur        |
| 2012  | Q1               | Paula Ormaechea     | Q2                       | Yaroslava Shvedova       | 1er tour (1/64) | Sara Errani          | 1er tour (1/64) | Serena Williams        |
| 2013  | 1er tour (1/64)  | Sorana Cîrstea      | 1er tour (1/64)          | Yaroslava Shvedova       | 1er tour (1/64) | Petra Kvitová        | 2e tour (1/32)  | Carla Suárez           |
| 2014  | Q1               | Anastasia Rodionova | 2e tour (1/32)           | Ekaterina Makarova       | 2e tour (1/32)  | Tereza Smitková      | 2e tour (1/32)  | Carla Suárez           |
| 2015  | 3e tour (1/16)   | Madison Brengle     | 1er tour (1/64)          | Julia Görges             | 1/4 de finale   | Maria Sharapova      | 2e tour (1/32)  | B. Mattek-Sands        |
| 2016  | 1er tour (1/64)  | Madison Brengle     | 2e tour (1/32)           | I.-C. Begu               | 1/8 de finale   | A. Pavlyuchenkova    | 1er tour (1/64) | Naomi Osaka            |
| 2017  | 1/2 finale       | Venus Williams      | 1er tour (1/64)          | Magdaléna Rybáriková     | 1/4 de finale   | Magdaléna Rybáriková | 1/2 finale      | Madison Keys           |
| 2018  | 1er tour (1/64)  | Tímea Babos         | 2e tour (1/32)           | Lesia Tsurenko           | 1er tour (1/64) | Kateřina Siniaková   | 1er tour (1/64) | Kirsten Flipkens       |
| 2019  | —                | —                   | —                        | —                        | —               | —                    | 1er tour (1/64) | Sofia Kenin            |
| 2020  | 1er tour (1/64)  | Laura Siegemund     | —                        | —                        | Annulé          | Annulé               | —               | —                      |
| 2021  | —                | —                   | Q2                       | Anastasia Gasanova       | 2e tour (1/32)  | Kateřina Siniaková   | 1er tour (1/64) | Martina Trevisan       |
| 2022  | Q1               | Zheng Qinwen        | Q1                       | Katharina Gerlach        | 1er tour (1/64) | Elena Rybakina       | 1er tour (1/64) | Maryna Zanevska        |
| 2023  | 1er tour (1/64)  | Anhelina Kalinina   | Q1                       | Francesca Jones          | Q3              | Carol Zhao           | Q1              | Eva Lys                |

N.B. : à droite du résultat se trouve le nom de l'ultime adversaire.

### En double dames
| Année | Open d'Australie          | Open d'Australie     | Internationaux de France | Internationaux de France | Wimbledon                | Wimbledon             | US Open                      | US Open                 |
| ----- | ------------------------- | -------------------- | ------------------------ | ------------------------ | ------------------------ | --------------------- | ---------------------------- | ----------------------- |
| 2008  | —                         | —                    | —                        | —                        | —                        | —                     | 1er tour (1/32) Hampton      | Camerin Dulko           |
|       |                           |                      |                          |                          |                          |                       |                              |                         |
| 2010  | —                         | —                    | —                        | —                        | —                        | —                     | 2e tour (1/16) Glatch        | Niculescu Peer          |
| 2011  | —                         | —                    | 1er tour (1/32) Hsieh    | Dulko Pennetta           | —                        | —                     | —                            | —                       |
|       |                           |                      |                          |                          |                          |                       |                              |                         |
| 2013  | —                         | —                    | —                        | —                        | —                        | —                     | 2e tour (1/16) Craybas       | Pavlyuchenkova Šafářová |
| 2014  | —                         | —                    | —                        | —                        | —                        | —                     | 2e tour (1/16) Riske         | Hlaváčková Zheng        |
| 2015  | 1er tour (1/32) Wickmayer | Cibulková Flipkens   | 1er tour (1/32) Martić   | Grönefeld Panova         | 1/8 de finale Grönefeld  | Hsieh Pennetta        | 1/2 finale Grönefeld         | Dellacqua Shvedova      |
| 2016  | 1/4 de finale Grönefeld   | Hingis Mirza         | 2e tour (1/16) McHale    | Görges Plíšková          | —                        | —                     | 1/2 finale Hingis            | Garcia Mladenovic       |
| 2017  | 2e tour (1/16) Hingis     | Barty Dellacqua      | 1er tour (1/32) Janković | Hibino Rosolska          | 1er tour (1/32) Janković | Barty Dellacqua       | 1er tour (1/32) Rogers       | Klepač Martínez         |
| 2018  | 1er tour (1/32) Robson    | Chan H-ch. Srebotnik | 1er tour (1/32) Barty    | Jurak Vekić              | —                        | —                     | Victoire Barty               | Babos Mladenovic        |
| 2019  | —                         | —                    | —                        | —                        | —                        | —                     | 1er tour (1/32) Mattek-Sands | Linette Świątek         |
|       |                           |                      |                          |                          |                          |                       |                              |                         |
| 2021  | —                         | —                    | 1er tour (1/32) Rosolska | Mitu Putintseva          | 1er tour (1/32) Stosur   | Kalinskaya Putintseva | 1er tour (1/32) Mirza        | Kichenok Olaru          |
| 2022  | —                         | —                    | —                        | —                        | 1/8 de finale Riske      | Aoyama Chan           | 1er tour (1/32) Montgomery   | Aoyama Chan             |
| 2023  | —                         | —                    | —                        | —                        | —                        | —                     | 1er tour (1/32) Kenin        | Bucșa Panova            |

N.B. : le nom de la partenaire se trouve sous le résultat ; le nom des ultimes adversaires se trouve à droite.

### En double mixte
| Année | Open d'Australie | Open d'Australie | Internationaux de France | Internationaux de France | Wimbledon            | Wimbledon    | US Open                 | US Open                 |
| ----- | ---------------- | ---------------- | ------------------------ | ------------------------ | -------------------- | ------------ | ----------------------- | ----------------------- |
| 2011  | —                | —                | —                        | —                        | —                    | —            | 1er tour (1/16) Butorac | Dulko Schwank           |
|       |                  |                  |                          |                          |                      |              |                         |                         |
| 2016  | Finale Tecău     | Vesnina Soares   | 1/4 de finale Bryan      | Mladenovic Herbert       | 2e tour (1/16) Tecău | Mariño Cabal | Finale Ram              | Siegemund Pavić         |
| 2017  | —                | —                | 1er tour (1/16) Mirnyi   | Shvedova Peya            | —                    | —            | 1/2 finale Tecău        | Hingis Murray           |
| 2018  | —                | —                | 1er tour (1/16) Ram      | Grönefeld Farah          | —                    | —            | —                       | —                       |
| 2019  | —                | —                | —                        | —                        | —                    | —            | 1er tour (1/16) Cressy  | Flipkens Roger-Vasselin |

N.B. : le nom du partenaire se trouve sous le résultat ; le nom des ultimes adversaires se trouve à droite.

## Parcours en «Premier Mandatory» et «Premier 5»
Découlant d'une réforme du circuit WTA inaugurée en 2009, les tournois WTA « Premier Mandatory » et « Premier 5 » constituent les catégories d'épreuves les plus prestigieuses, après les quatre levées du Grand Chelem.

### En simple dames
| Année |              | Premier Mandatory            | Premier Mandatory             | Premier Mandatory             | Premier Mandatory            |       | Premier 5 | Premier 5                    | Premier 5                    | Premier 5                    | Premier 5                   | Premier 5 | Premier 5                     |
| Année | Indian Wells | Miami                        | Madrid                        | Pékin                         |                              | Dubaï | Rome      | Canada                       | Cincinnati                   |                              | Tokyo                       |           |                               |
| Année | Indian Wells | Miami                        | Madrid                        | Pékin                         |                              | Doha  | Rome      | Canada                       | Cincinnati                   |                              | Wuhan                       |           |                               |
| Année | Indian Wells | Miami                        | Madrid                        | Pékin                         |                              |       | Rome      | Canada                       | Cincinnati                   |                              |                             |           |                               |
| 2009  |              |                              | 1er tour (1/64) N. Llagostera |                               |                              |       |           |                              |                              |                              |                             |           |                               |
| 2010  |              |                              |                               |                               |                              |       |           |                              |                              |                              | 1er tour (1/32) A. Petkovic |           | 1/4 de finale V. Azarenka     |
| 2011  |              | 2e tour (1/32) J. Janković   | 1er tour (1/64) V. Lepchenko  |                               |                              |       |           |                              |                              |                              |                             |           | 2e tour (1/16) K. Kanepi      |
| 2012  |              | 1er tour (1/64) J. Gajdošová |                               |                               |                              |       |           |                              |                              |                              |                             |           |                               |
| 2014  |              | 2e tour (1/32) P. Kvitová    | 4e tour (1/8) S. Williams     |                               | 1er tour (1/32) A. Radwańska |       |           |                              |                              | 1/4 de finale E. Makarova    |                             |           | 3e tour (1/8) C. Garcia       |
| 2015  |              | 3e tour (1/16) E. Bouchard   | 1er tour (1/64) U. Radwańska  | 2e tour (1/16) P. Kvitová     | 1er tour (1/32) A. Radwańska |       |           | 1er tour (1/32) E. Svitolina |                              | 1er tour (1/32) C. Witthöft  | 2e tour (1/16) L. Šafářová  |           | 1/4 de finale A. Kerber       |
| 2016  |              | 3e tour (1/16) J. Janković   | 3e tour (1/16) M. Niculescu   | 1er tour (1/32) L. Šafářová   | 1er tour (1/32) C. Wozniacki |       |           | 3e tour (1/8) A. Petkovic    | 1er tour (1/32) V. Williams  |                              | 2e tour (1/16) G. Muguruza  |           | 1er tour (1/32) K. Mladenovic |
| 2017  |              | 2e tour (1/32) L. Šafářová   | 2e tour (1/32) J. Čepelová    | 1/4 de finale S. Halep        | 2e tour (1/16) D. Gavrilova  |       |           | 1er tour (1/32) A. Riske     |                              | 1er tour (1/32) A. Radwańska | 1er tour (1/32) M. Keys     |           |                               |
| 2018  |              | 3e tour (1/16) M. Sákkari    | 2e tour (1/32) D. Collins     | 1er tour (1/32) K. Mladenovic | 1er tour (1/32) P. Hercog    |       |           |                              | 1er tour (1/32) A. Kontaveit |                              | 1er tour (1/32) K. Bertens  |           | 1er tour (1/32) D. Vekić      |

Sous le résultat, l’ultime adversaire.

## Parcours aux Masters

### En double dames
| # | Date       | Nom de l'édition                 | ($)       | Surface    | Résultat   | Partenaire     | Ultimes adversaires             | Score             |          |
| - | ---------- | -------------------------------- | --------- | ---------- | ---------- | -------------- | ------------------------------- | ----------------- | -------- |
| 1 | 21/10/2018 | BNP Paribas WTA Finals Singapour | 7 000 000 | Dur (int.) | 1/2 finale | Ashleigh Barty | Tímea Babos Kristina Mladenovic | 6-75, 6-3, [10-8] | Parcours |

## Parcours en Fed Cup
| #                                                                            | Date       | Lieu            | Surface      | Gagnante(s)                        | Perdante(s)                           | Score            |          |
| ---------------------------------------------------------------------------- | ---------- | --------------- | ------------ | ---------------------------------- | ------------------------------------- | ---------------- | -------- |
|                                                                              |            |                 |              |                                    |                                       |                  |          |
| 2010 - Finale (groupe mondial) - États-Unis - Italie - 1 : 3                 |            |                 |              |                                    |                                       |                  |          |
| 1                                                                            | 06/11/2010 | San Diego       | Dur (int.)   | Francesca Schiavone                | Coco Vandeweghe                       | 6-2, 6-4         | Parcours |
| 1                                                                            | 06/11/2010 | San Diego       | Dur (int.)   | Flavia Pennetta                    | Coco Vandeweghe                       | 6-1, 6-2         | Parcours |
|                                                                              |            |                 |              |                                    |                                       |                  |          |
| 2015 - 1er tour (groupe mondial II) - Argentine - États-Unis - 1 : 4         |            |                 |              |                                    |                                       |                  |          |
| 2                                                                            | 07/02/2015 | Buenos Aires    | Terre (ext.) | Paula Ormaechea                    | Coco Vandeweghe                       | 6-4, 6-4         | Parcours |
| 2                                                                            | 07/02/2015 | Buenos Aires    | Terre (ext.) | Taylor Townsend Coco Vandeweghe    | Tatiana Búa Nadia Podoroska           | 6-2, 6-3         | Parcours |
|                                                                              |            |                 |              |                                    |                                       |                  |          |
| 2016 - 1er tour (groupe mondial II) - États-Unis - Pologne - 4 : 0           |            |                 |              |                                    |                                       |                  |          |
| 3                                                                            | 06/02/2016 | Kailua-Kona     | Dur (ext.)   | Bethanie Mattek Coco Vandeweghe    | Klaudia Jans-Ignacik Paula Kania      | 6-1, 7-5         | Parcours |
|                                                                              |            |                 |              |                                    |                                       |                  |          |
| 2016 - Barrage (groupe mondial) - Australie - États-Unis - 0 : 4             |            |                 |              |                                    |                                       |                  |          |
| 4                                                                            | 16/04/2016 | Brisbane        | Terre (ext.) | Coco Vandeweghe                    | Samantha Stosur                       | 2-6, 7-5, 6-4    | Parcours |
| 4                                                                            | 16/04/2016 | Brisbane        | Terre (ext.) | Bethanie Mattek Coco Vandeweghe    | Daria Gavrilova Arina Rodionova       | 6-1, 6-4         | Parcours |
|                                                                              |            |                 |              |                                    |                                       |                  |          |
| 2017 - 1er tour (groupe mondial) - États-Unis - Allemagne - 4 : 0            |            |                 |              |                                    |                                       |                  |          |
| 5                                                                            | 11/02/2017 | Maui            | Dur (ext.)   | Coco Vandeweghe                    | Julia Görges                          | 6-3, 3-1 ab.     | Parcours |
| 5                                                                            | 11/02/2017 | Maui            | Dur (ext.)   | Coco Vandeweghe                    | Andrea Petkovic                       | 3-6, 6-4, 6-0    | Parcours |
|                                                                              |            |                 |              |                                    |                                       |                  |          |
| 2017 - 1/2 finale (groupe mondial) - États-Unis - République tchèque - 3 : 2 |            |                 |              |                                    |                                       |                  |          |
| 6                                                                            | 22/04/2017 | Wesley Chapel   | Terre (ext.) | Coco Vandeweghe                    | Markéta Vondroušová                   | 6-1, 6-4         | Parcours |
| 6                                                                            | 22/04/2017 | Wesley Chapel   | Terre (ext.) | Coco Vandeweghe                    | Kateřina Siniaková                    | 6-4, 6-0         | Parcours |
| 6                                                                            | 22/04/2017 | Wesley Chapel   | Terre (ext.) | Bethanie Mattek Coco Vandeweghe    | Kristýna Plíšková Kateřina Siniaková  | 6-2, 6-3         | Parcours |
|                                                                              |            |                 |              |                                    |                                       |                  |          |
| 2017 - Finale (groupe mondial) - Biélorussie - États-Unis - 2 : 3            |            |                 |              |                                    |                                       |                  |          |
| 7                                                                            | 11/11/2017 | Minsk           | Dur (int.)   | Coco Vandeweghe                    | Aliaksandra Sasnovich                 | 6-4, 6-4         | Parcours |
| 7                                                                            | 11/11/2017 | Minsk           | Dur (int.)   | Coco Vandeweghe                    | Aryna Sabalenka                       | 7-65, 6-1        | Parcours |
| 7                                                                            | 11/11/2017 | Minsk           | Dur (int.)   | Shelby Rogers Coco Vandeweghe      | Aryna Sabalenka Aliaksandra Sasnovich | 6-3, 7-63        | Parcours |
|                                                                              |            |                 |              |                                    |                                       |                  |          |
| 2018 - 1/4 de finale (groupe mondial) - États-Unis - Pays-Bas - 3 : 1        |            |                 |              |                                    |                                       |                  |          |
| 8                                                                            | 10/02/2018 | Asheville       | Dur (int.)   | Coco Vandeweghe                    | Richèl Hogenkamp                      | 4-6, 7-66, 6-3   | Parcours |
|                                                                              |            |                 |              |                                    |                                       |                  |          |
| 2018 - 1/2 finale (groupe mondial) - France - États-Unis - 2 : 3             |            |                 |              |                                    |                                       |                  |          |
| 9                                                                            | 21/04/2018 | Aix-en-Provence | Terre (int.) | Kristina Mladenovic                | Coco Vandeweghe                       | 1-6, 6-3, 6-2    | Parcours |
| 9                                                                            | 21/04/2018 | Aix-en-Provence | Terre (int.) | Amandine Hesse Kristina Mladenovic | Bethanie Mattek Coco Vandeweghe       | 6-4, 3-6, [10-6] | Parcours |

## Classements WTA en fin de saison
| Année          | 2007 | 2008 | 2009 | 2010 | 2011 | 2012 | 2013 | 2014 | 2015 | 2016 | 2017 | 2018 | 2019 | 2020 | 2021 | 2022 | 2023 |
| Rang en simple | 746  | 405  | 354  | 114  | 127  | 95   | 110  | 40   | 37   | 37   | 10   | 101  | 328  | 213  | 173  | 126  | 414  |
| Rang en double | –    | 960  | 306  | 308  | 244  | 493  | 110  | 195  | 55   | 18   | 63   | 14   | 197  | 217  | 155  | 356  | 272  |

Source : (en) Classements de Coco Vandeweghe sur le site officiel de la Fédération internationale de tennis

## Records et statistiques

### Confrontations avec ses principales adversaires
Confrontations lors des différents tournois WTA avec ses principales adversaires (5 confrontations minimum et avoir été membre du top 10). Classement par pourcentage de victoires. Situation au 4 février 2018 :
Les joueuses retraitées sont en gris.
| Joueuse             | Meilleur classement | Confrontations | Victoires | Défaites | Pourcentage de victoires | Dernière confrontation                     |
| ------------------- | ------------------- | -------------- | --------- | -------- | ------------------------ | ------------------------------------------ |
| Agnieszka Radwańska | 2                   | 7              | 2         | 5        | 28,6                     | victoire (7-5, 4-6, 6-4) à l'US Open 2017  |
| Lucie Šafářová      | 5                   | 5              | 2         | 3        | 40                       | victoire (6-4, 7-62) à l'US Open 2017      |
| Julia Görges        | 10                  | 5              | 2         | 3        | 40                       | défaite (5-7, 1-6) à Zhuhai 2017           |
| Jelena Janković     | 1                   | 7              | 3         | 4        | 42,9                     | défaite (0-6, 1-6) à Indian Wells 2016     |
| Karolína Plíšková   | 1                   | 6              | 3         | 3        | 50                       | défaite (6-72, 4-6) à Stuttgart 2018       |
| Garbiñe Muguruza    | 1                   | 5              | 3         | 2        | 60                       | victoire (6-4, 4-6, ab.) à Birmingham 2017 |
| Samantha Stosur     | 4                   | 5              | 4         | 1        | 80                       | victoire (2-6, 7-5, 6-4) à la Fed Cup 2016 |

### Victoires sur le top 10
Toutes ses victoires sur des joueuses classées dans le top 10 de la WTA lors de la rencontre.
| Légende      |
| ------------ |
| Grand Chelem |
| Premier      |
| Intern'l     |
| Fed Cup      |

| #  | Rang   |  | Tournoi          | Année | Surface      |                  | Adversaire           | Rang  | Tour           | Score           | Tableau |
| -- | ------ |  | ---------------- | ----- | ------------ | ---------------- | -------------------- | ----- | -------------- | --------------- | ------- |
| 1  | no 205 |  | San Diego        | 2010  | Dur          |                  | Vera Zvonareva       | no 9  | 1/8            | 2-6, 7-5, 6-4   | Tableau |
| 2  | no 51  |  | Montréal         | 2014  | Dur          |                  | Ana Ivanović         | no 10 | 1/16           | 6-77, 7-67, 6-4 | Tableau |
| 3  | no 51  |  | Montréal         | 2014  | Dur          | Jelena Janković  | no 9                 | 1/8   | 7-68, 2-6, 7-5 |                 | Tableau |
| 4  | no 47  |  | Wimbledon        | 2015  | Gazon        |                  | Lucie Šafářová       | no 6  | 1/8            | 7-61, 7-64      | Tableau |
| 5  | no 43  |  | Doha             | 2016  | Dur          |                  | Belinda Bencic       | no 7  | 1/16           | 6-4, 6-2        | Tableau |
| 6  | no 38  |  | Miami            | 2016  | Dur          |                  | Carla Suárez Navarro | no 6  | 1/32           | 6-4, 6-2        | Tableau |
| 7  | no 32  |  | Birmingham       | 2016  | Gazon        |                  | Agnieszka Radwańska  | no 3  | 1/16           | 7-5, 4-6, 6-3   | Tableau |
| 8  | no 30  |  | Wimbledon        | 2016  | Gazon        |                  | Roberta Vinci        | no 7  | 1/16           | 6-3, 6-4        | Tableau |
| 9  | no 35  |  | Open d'Australie | 2017  | Dur          |                  | Angelique Kerber     | no 1  | 1/8            | 6-2, 6-3        | Tableau |
| 10 | no 35  |  | Open d'Australie | 2017  | Dur          | Garbiñe Muguruza | no 7                 | 1/4   | 6-4, 6-0       |                 | Tableau |
| 11 | no 30  |  | Birmingham       | 2017  | Gazon        |                  | Johanna Konta        | no 7  | 1/8            | 6-1, 6-3        | Tableau |
| 12 | no 25  |  | Wimbledon        | 2017  | Gazon        |                  | Caroline Wozniacki   | no 6  | 1/8            | 7-64, 6-4       | Tableau |
| 13 | no 22  |  | US Open          | 2017  | Dur          |                  | Karolína Plíšková    | no 1  | 1/4            | 7-64, 6-3       | Tableau |
| 14 | no 16  |  | Stuttgart        | 2018  | Terre battue |                  | Sloane Stephens      | no 9  | 1/16           | 6-1, 6-0        | Tableau |
| 15 | no 16  |  | Stuttgart        | 2018  | Terre battue | Simona Halep     | no 1                 | 1/4   | 6-4, 6-1       |                 | Tableau |